# Julia Fischer (atleta)
Julia Fischer (Alemania, 1 de abril de 1990), también llamada Julia Harting, es una atleta alemana, especialista en la prueba de lanzamiento de disco en la que llegó a ser subcampeona europea en 2016.

## Carrera deportiva
En el Campeonato Europeo de Atletismo de 2016 ganó la medalla de plata en el lanzamiento de disco, llegando hasta los 65.77 metros, tras la croata Sandra Perković (oro con 69.97 m) y por delante de su compatriota la también alemana Shanice Craft (bronce con 63.89 metros).